# 15675 Голосіїв
15675 Голосіїв (15675 Goloseevo) — астероїд головного поясу, відкритий 27 вересня 1978 року.
Тіссеранів параметр щодо Юпітера — 3,324.